# Assunzione di Maria (Vivarini)
L'Assunzione di Maria è un dipinto tempera su tavola (225x114 cm) di Alvise Vivarini, datato 1478 e conservato nella Pinacoteca di Brera a Milano, primo piano, Sala VI.

## Storia
Il dipinto fu commissionato a pochi anni dalla costruzione della chiesa di Santa Maria dell'Incoronata di Martinengo, voluta dal condottiero bergamasco Bartolomeo Colleoni nel 1467 per ospitare i frati e le suore dell'Ordine dei frati minori francescani. Alla morte il condottiero aveva lasciato 3000 ducati d'oro quale fondo per le opere di finitura dell'edificio e per la sua decorazione. Il dipinto realizzato dal veneziano Vivarini, rimase come pala d'altare fino al 1810 quando fu rimosso a causa delle soppressioni napoleoniche. La tavola fu ospitata presso la pinacoteca di Milano il 4 aprile 1811. Venne poi collocato nel 1847 presso la parrocchia della Bovisa dove rimase fino al 1978 quando fu oggetto di un attento restauro. Successivamente il dipinto tornò a essere ospitato presso le galleria della pinacoteca milanese.
La tavola era, probabilmente, la parte centrale di un polittico che fu smembrato solo nel Settecento quando fu realizzato il nuovo altare da Giuseppe Caniana. Venne quindi posta solo questa tavola centrale a completamento del nuovo altare e le altre parti del polittico andarono perdute. Rimane conservata a Bergamo presso il Museo Adriano Bernareggi la cimasa Cristo in pietà con angeli che fu salvato dalla confisca, portato presso la chiesa parrocchiale di Romano di Lombardia e solo successivamente nel museo dedicato al vescovo di Bergamo Adriano Bernareggi. Il polittico aveva originariamente due pannelli laterali di cui sono andate perdute le tracce e di cui non si conosce il soggetto.
Non è questa la sola tavola dipinta dal Vivarini con questo soggetto, vi è infatti un'altra assunzione di Maria conservata a Noale nella chiesa dei Santi Felice e Fortunato datata intorno al 1500.

## Descrizione
La tavola si sviluppa, nella sua raffigurazione, su due livelli:  quello celeste, paradisiaco, nella parte superiore, centinata, con l'immagine della Vergine dipinta a figura intera. La Vergine è sorretta da sei angioletti e posta su di una nuvola. Il suo sguardo è rivolto verso l'alto, già distaccata dalla vita terrena. Le mani sono giunte in preghiera, ed è avvolta in un manto blu mentre l'abito, è di colore rosso, il colore che nell'arte indica il dolore. Il volto della Madonna chiuso nel soggolo bianco monacale, non è più giovane, è un viso sofferente. L'astista raffigura una donna matura, una donna che ha avuto una vita sofferente. 
Nel livello inferiore vi sono raffigurati gli undici apostoli, tutti a figura intera e con lo sguardo rivolto verso il cielo. Questi sono posti vicino al sepolcro ormai vuoto, il sepolcro che doveva contenere le spoglie mortali della donna che era stata la madre del loro maestro.
I due livelli sono uniti da un paesaggio montano dove compare, in mezzo alla valle, un paese, un castello con la torre, una raffigurazione medioevale. Sul  monte posto sul lato sinistro vi è il campanile di una chiesa, sicuramente non possibile presente al tempo dell'assunzione della Vergine, ma nelle raffigurazioni cinquecentesche era comune avvicinare l'arte al proprio tempo, così che l'osservatore, poteva meglio comprendere il messaggio cristiano.